# Sagriva
Sagriva – rodzaj pluskwiaków z podrzędu różnoskrzydłych i rodziny Dinidoridae. Obejmuje dwa opisane gatunki. Zamieszkują krainę orientalną.

## Taksonomia
Takson ten wprowadzony został w 1850 roku przez Maximiliana Spinolę jako monotypowy, z Sagriva vittata jako jedynym gatunkiem. Opisu drugiego z uznawanych gatunków, Sagriva banna, oraz redeskrypcji gatunku typowego dokonał w 2017 roku Dávid Rédei.

## Morfologia
Pluskwiaki te osiągają od 10,8 do 16,7 mm długości i od 7,1 do 9,5 mm szerokości ciała w przypadku samców i od 14,2 do 19,2 mm długości i od 9,4 do 10,9 mm szerokości ciała w przypadku samic. Zarys ciała jest wydłużony, prawie jajowaty, wyraźnie zwężony w części przedniej. Strona grzbietowa jest wypukła słabo, spodnia zaś silniej. Ubarwienie u S. vittata jest kontrastowe, czarne z żółtymi i brązowymi łatami. U S. banna zdecydowanie dominuje czerń.
Niewielkich rozmiarów głowa jest lekko wklęśnięta. Płytki żuwaczkowe sięgają daleko przed przedustek, stykając się ze sobą, ale na wierzchołku pozostawiając wcięcie. Boczna krawędź głowy jest sinusoidalna z kanciastym, skierowanym poprzecznie wyrostkiem przed okiem. Oczy złożone są prawie szypułkowate. Odległość między przyoczkami jest od 1,8 do 2,3 razy większa niż odległość między przyoczkiem a brzegiem oka złożonego. Czułki zbudowane są z czterech członów, z których pierwszy nie sięga do wierzchołka głowy, a drugi i trzeci są w przekroju kanciaste z głębokimi bruzdami na wszystkich powierzchniach. Sięgająca w spoczynku do przedniej krawędzi zapiersia kłujka zbudowana jest z czterech członów, z których drugi jest najdłuższy. Bukule są w części przedniej wyniesione.
Przedplecze jest prawie kwadratowe w zarysie, o kątach przednich rozwartych, krawędziach bocznych zbieżnych ku przodowi i lekko do wewnątrz wygiętych, kątach tylnych ostrych i krawędzi tylnej niemal prostej. Przedni brzeg przedplecza jest znacznie szerszy od głowy. Niedochodząca do środka długości odwłoka tarczka ma faliste brzegi boczne i zaokrąglony wierzchołek. U rodzaju tego jako u jedynego wśród Dinidoridae i jednego z nielicznych w całej nadrodzinie tarczówek występuje wyraźny pterygopolimorfizm – obecne są formy długo- i krótkoskrzydłe. U form długoskrzydłych półpokrywy mają trochę dłuższe od tarczki przykrywki i dochodzące prawie do końca odwłoka zakrywki. U form krótkoskrzydłych półpokrywy nie sięgają poza trzeci tergit odwłoka. Środkiem śródpiersia biegnie głęboki, podłużny rowek. Odnóża zwieńczone są trójczłonowymi stopami.
Odwłok ma odsłonięte listewki brzeżne, pozbawione guzków w kątach tylno-bocznych. Przetchlinki na pierwszym z widocznych sternitów odwłoka bywają odsłonięte lub zasłonięte. 

## Rozprzestrzenienie
Rodzaj orientalny. Rozmieszczony jest od wschodnich stoków Himalajów w indyjskim Sikkimie, Bangladeszu oraz Junnanu i Kuangsi-Czuang w południowych Chinach przez Tajlandię, Laos, Wietnam i Malezję po Sumatrę i indonezyjską część Borneo.